# Deutsche Fußball-Amateurmeisterschaft 1996
Deutscher Fußball-Amateurmeister 1996 wurde der SSV Ulm 1846. Im Finale im Ulmer Donaustadion gewannen die Gastgeber am 15. Juni 1996 mit 2:1 gegen den VfR Mannheim. Das Endspiel war mit nur 500 Zuschauern das schlechtbesuchteste Finale der Wettbewerbsgeschichte. Mit Günther Habermann aus dem thüringischen Weißensee leitete zum einzigen Mal ein Schiedsrichter aus dem Bereich des ehemaligen DFV der DDR ein Endspiel der Amateurmeisterschaft. Für den FIFA-Schiedsrichter war es außerdem das letzte Spiel seiner Schiedsrichterlaufbahn, die er hiernach durch das Erreichen der Altersgrenze beenden musste.

## Teilnehmende Mannschaften
Es nahmen der Vizemeister und Dritte der Regionalliga Süd, der Dritte der Regionalliga West/Südwest sowie der Verlierer der Relegationsspiele um den Aufstieg in die 2. Bundesliga zwischen den Meistern der Regionalliga Nord und Nordost teil:
- Tennis Borussia Berlin (Verlierer Aufstiegsrelegation)

- FC 08 Homburg (Dritter Regionalliga West/Südwest)

- VfR Mannheim (Vizemeister Regionalliga Süd)

- SSV Ulm 1846 (Dritter Regionalliga Süd)

## Halbfinale
|              | Ergebnis |                        |
| ------------ | -------- | ---------------------- |
| SSV Ulm 1846 | 2:0      | FC 08 Homburg          |
| VfR Mannheim | 4:0      | Tennis Borussia Berlin |

## Finale
| SSV Ulm 1846                                  | SSV Ulm 1846 | VfR Mannheim | VfR Mannheim |
| --------------------------------------------- | --- | --- | ------------ |
| SSV Ulm 1846                                  | \| Samstag, 15. Juni 1996 in Ulm (Donaustadion) \| \| Ergebnis: 2:1 (1:0) \| \| Zuschauer: 500 \| \| Schiedsrichter: Günther Habermann (Weißensee) \|                                                               | \| Samstag, 15. Juni 1996 in Ulm (Donaustadion) \| \| Ergebnis: 2:1 (1:0) \| \| Zuschauer: 500 \| \| Schiedsrichter: Günther Habermann (Weißensee) \| | VfR Mannheim |
| SSV Ulm 1846                                  | Philipp Laux – Dieter Märkle, Ralf Rueff – Thomas Tuchel – Markus Pleuler, Daniel Schmid, Klaus Perfetto, Sascha Rösler (85. Riza Ulusoy), Oliver Otto – Roland Regenbogen, Dragan Trkulja Cheftrainer: Martin Gröh | Michel Höck – Siegmund Olscha – Reinhold König, Ralf Ebner – Markus Hilbert (83. Hakan Atik), Matthias Hohmann, Jürgen Strube, Stefan Malz, Karl-Heinz Lutz (83. Ersin Özel) – Haris Karamehmedovic, Željko Dakić (79. Holger Janz) Cheftrainer: Günther Birkle | VfR Mannheim |
| SSV Ulm 1846                                  | 1:0 Sascha Rösler (2.) 2:0 Draga Trkulja (55.) | 2:1 Markus Hilbert (56.) | VfR Mannheim |
| SSV Ulm 1846                                  | Rösler, Trkulja | König | VfR Mannheim |
| Samstag, 15. Juni 1996 in Ulm (Donaustadion)  | | |              |
| Ergebnis: 2:1 (1:0)                           | | |              |
| Zuschauer: 500                                | | |              |
| Schiedsrichter: Günther Habermann (Weißensee) | | |              |